# ميخائيل ديمتريفيتش تشلكوف
ميخائيل ديمتريفيتش تشلكوف (1743 - 4 نوفمبر 1792) (بالروسية: Михаи́л Дми́триевич Чулко́в) هو كاتب وروائي وشاعر ومُحرِّر وكاتب مسرحي روسي عاش في القرن الثامن عشر.

## سيرته
ولِدَ ميخائيل في عام 1743 في مدينة موسكو، في أسرة جندي روسي، وشغل وظائف عديدة في حياته، فعمل مُمثلاً في شبابه، ثُمَّ خادماً في بلاط القيصر، ثُمَّ بدأ مسيرته الأدبيَّة بعد ذلك، فلم تلقى أعماله النجاح الذي كان يتوقَّعه، فاضطُّرَ إلى البحث عن وظيفة حكوميَّة، وكان له ما أراد، فترقَّى في مرتبته تدريجياً حتى حصل على لقب النبالة. وبعد تحسُّن أوضاعه الماليَّة تفرَّغ للكتابة، وكان مُهتماً بصورةٍ خاصةٍ بالميثولوجيا السلافيَّة القديمة، ورغم أن أعماله في هذا المجال لم تكن دقيقة إلا أنَّها ظلَّت حاضرة في الأدب الروسي حتى منتصف القرن التاسع عشر، ونشَرَ كذلك مجموعة قصائد غنائيَّة ومسرحيات ورواية غير مكتملة، وأنشأ عدد من الصحف الأدبيَّة. تُوفِّي ميخائيل ديمتريفيتش تشلكوف في الرابع من نوفمبر سنة 1792 في موسكو.

## أعماله
- «المعجم الميثولوجي المختصر» (Kratky mifologichesky slovar، 1767، دراسة عن الآلهة الوثنية القديمة للشعوب السلافيَّة، ألَّفه بالاشتراك مع ميخائيل بوبوف).
- «الطباخة الوسيمة، أو مغامرة امرأةٍ ماجنةٍ» (Prigozhnaya povarikha ili pokhozhdeniya razvratnoy zhenshchiny، 1770، رواية غير مكتملة).
- «مجموعة أغانٍ متنوعة» (Sobranie raznykh pesen، 1774-1770، مجموعة قصائد غنائيَّة، ألَّفه بالاشتراك مع ميخائيل بوبوف).